# Iwan Iwanow (Tennisspieler)
Iwan Iwanow (bulgarisch Иван Иванов, englisch Ivan Ivanov, * 30. Oktober 2008 in Warna) ist ein bulgarischer Tennisspieler. Er gewann als 16-Jähriger 2025 die Juniorenausgabe in Wimbledon.

## Persönliches
Iwanow trainiert an der Rafa Nadal Academy auf Mallorca.

## Karriere
Iwanow spielt seit 2022 auf der ITF Junior Tour und ist dort noch bis Ende 2026 spielberechtigt. 2023 gewann er im Einzel zwei und Doppel einen Titel mittlerer Wertung. Anfang 2024 nahm er das erste Mal an einem Grand-Slam-Turnier der Junioren teil, als er im Einzel das Achtelfinale der Australian Open erreichte. Neben einem J200-Doppeltitel folgten in diesem Jahr keine weiteren größeren Erfolge. 2025 kehrte Iwanow auf die Grand-Slam-Bühne zurück und zog bei den French Open ins Halbfinale ein, wo er dem Deutschen Max Schönhaus unterlag. Knapp einen Monat später trafen sie im Wimbledon-Halbfinale erneut aufeinander. Diesmal setzte sitz Iwanow durch, der im Anschluss auch den US-Amerikaner Ronit Karki schlug und damit zum zweiten männlichen Junior-Grand-Slam-Sieger nach Grigor Dimitrow 2008 wurde. Im Turnierverlauf gab er keinen Satz ab. Mit dem Turniersieg übernahm er zudem die Führung der Junior-Weltrangliste. Neben dem Grand-Slam-Erfolg gewann er 2025 das J300 Plowdiw im Doppel und das J300 Beaulieu-sur-Mer im Einzel und Doppel.
Bei den Profis fuhr Iwanow bereits im August 2024 mit 15 Jahren den ersten Erfolg ein, als er bei einem Turnier der ITF Future Tour das Endspiel erreichte. Im Mai 2025 gelang ihm sein erster Titelgewinn, womit er es in die Top 800 der Weltrangliste der Profis schaffte. Er ist damit der am höchsten notierte Spieler unter 17 Jahren.
Iwanow wurde einmal für die bulgarische Davis-Cup-Mannschaft nominiert, blieb bislang aber ohne Spieleinsatz.